# Вокзал Эссен
Эссенский вокзал (нем. Essen Hauptbahnhof) — главный железнодорожный вокзал в городе Эссен (федеральная земля Северный Рейн-Вестфалия). Здание вокзала расположено на границе городских районов Штадткерн и Зюдфиртель. Эссенский вокзал является одним из важнейших транспортных узлов как Рурской области, так и Северного Рейна-Вестфалии в целом. Ежедневно эссенский вокзал отправляет до 170 000 пассажиров.По немецкой системе классификации вокзал Эссена принадлежит категории 1, что относит его к числу 20 главных вокзалов страны.

## История

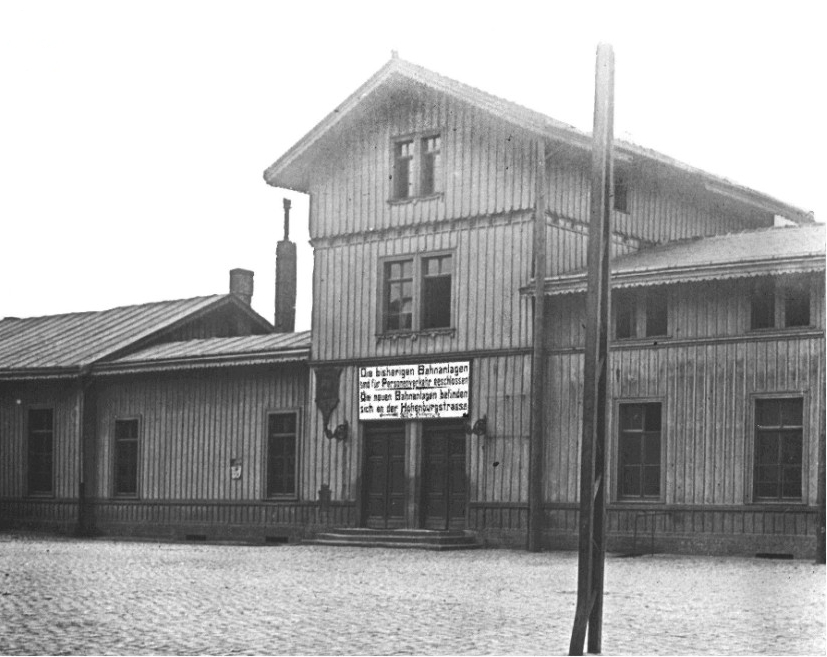
Первый деревянный вокзал

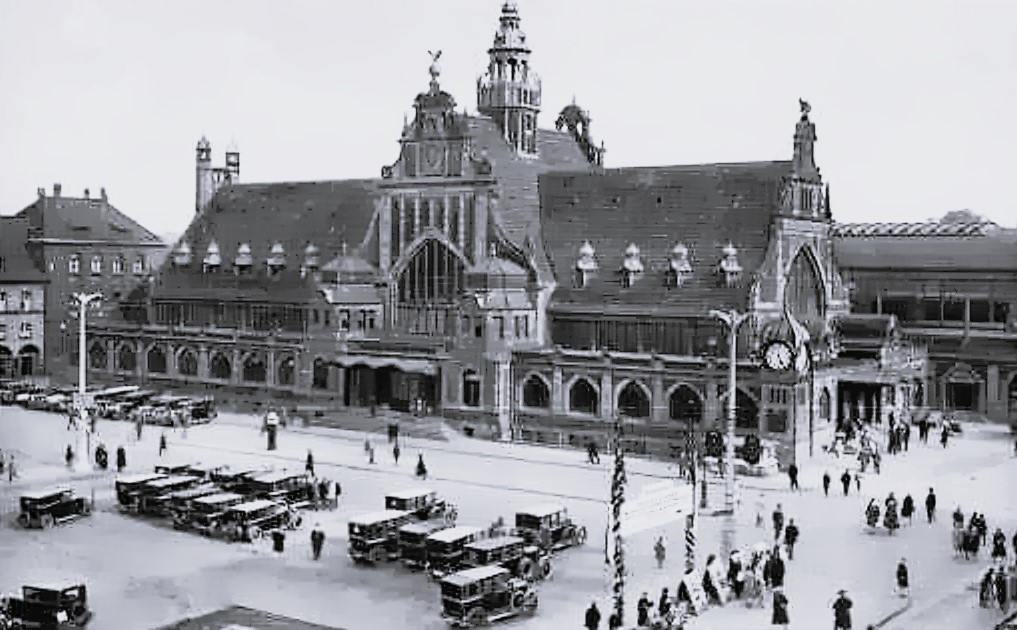
Эссенский вокзал в 1928 году

Вокзал был открыт 1 марта 1862 года как станция железнодорожного участка Виттен/Дортмунд-Оберхаузен/Дуйсбург на участке между Бохумом и Мюльхайм-ан-дер-Руром. Этот вокзал не являлся первым вокзалом на территории современного Эссена — ещё в 1847 году был открыт вокзал «Борбек» (нем. Borbeck) (Борбек вошел в состав Эссена в 1914 году).

Первое деревянное здание вокзала просуществовало менее 40 лет. В 1900 году на его месте строится новое монументальное здание по проекту архитектора Фрица Кингхольца. Строительство осуществлялось под руководством главного инженера Александра Рюделя и было завершено в 1902 году.

 В ходе второй мировой войны во время многочисленных бомбардировок союзнической авиации зданию вокзала был нанесён непоправимый ущерб и оно не подлежало восстановлению. В 1950-е годы было построено новое современное здание по проекту архитекторов Курта Разенака и Бернда Фиге, при этом большая часть помещений находилась под железнодорожными путями. Вокзал был открыт 15 ноября 1959 года.

В 2008—2010 годах была проведена масштабная реконструкция вокзала. Изначально планировалось провести реконструкцию вокзалов кроме Эссена ещё в 4 городах Северного Рейна-Вестфалии: Дуйсбурге, Дортмунде, Мюнстере и Вуппертале, на что в земельном бюджете была предусмотрена сумма в 350 млн. евро. Однако, запланированная реконструкция осуществилась только в Эссене. Это было обусловлено тем, что в 2010 году Эссен был выбран культурной столицей Европы.

Общие расходы в размере примерно 57 млн. Евросоюз вложил 35 млн евро, земля Северный Рейн-Вестфалия — 5,1 млн евро и «Deutsche Bahn AG» почти 17 млн евро.

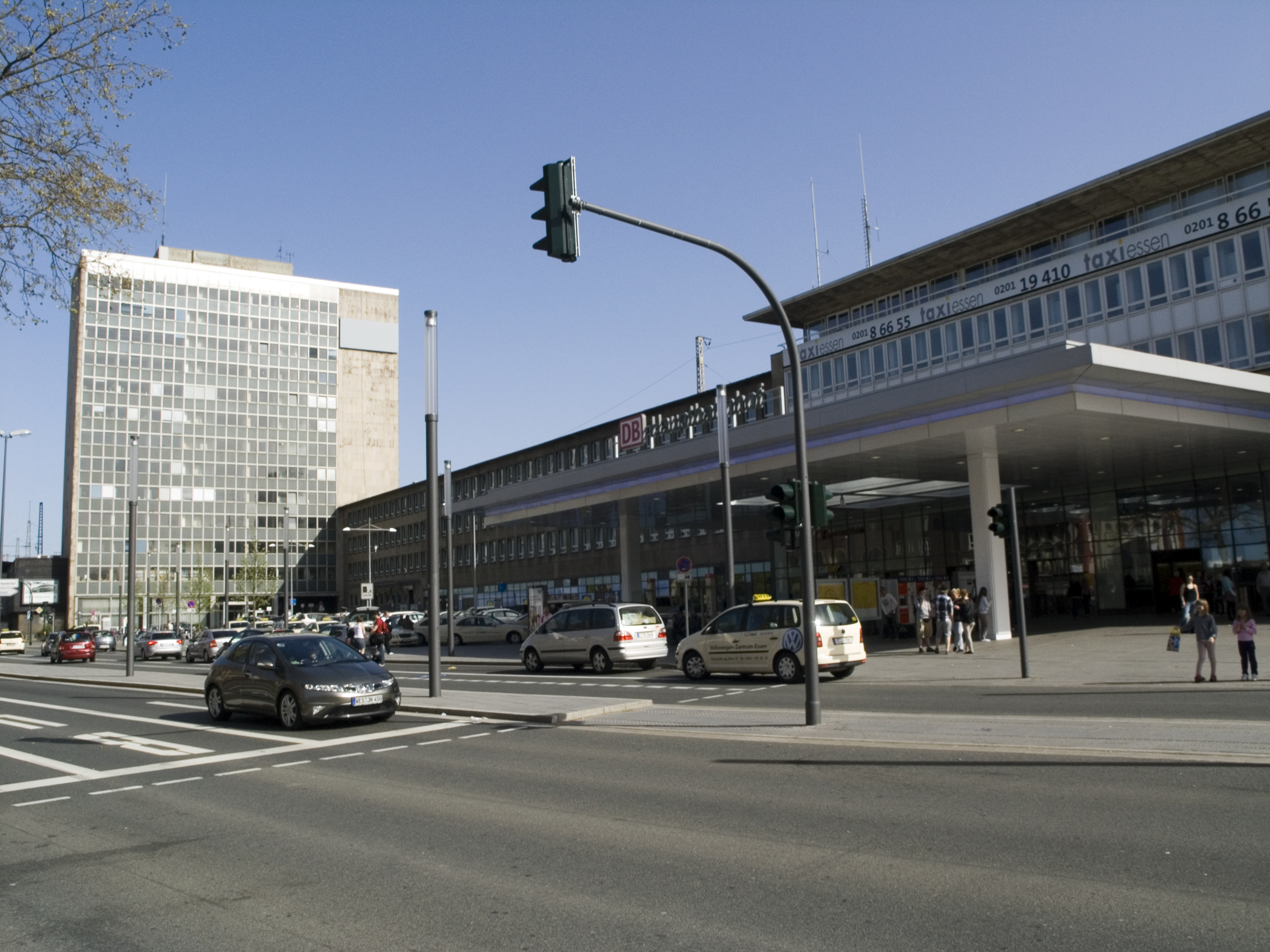
Северный фасад

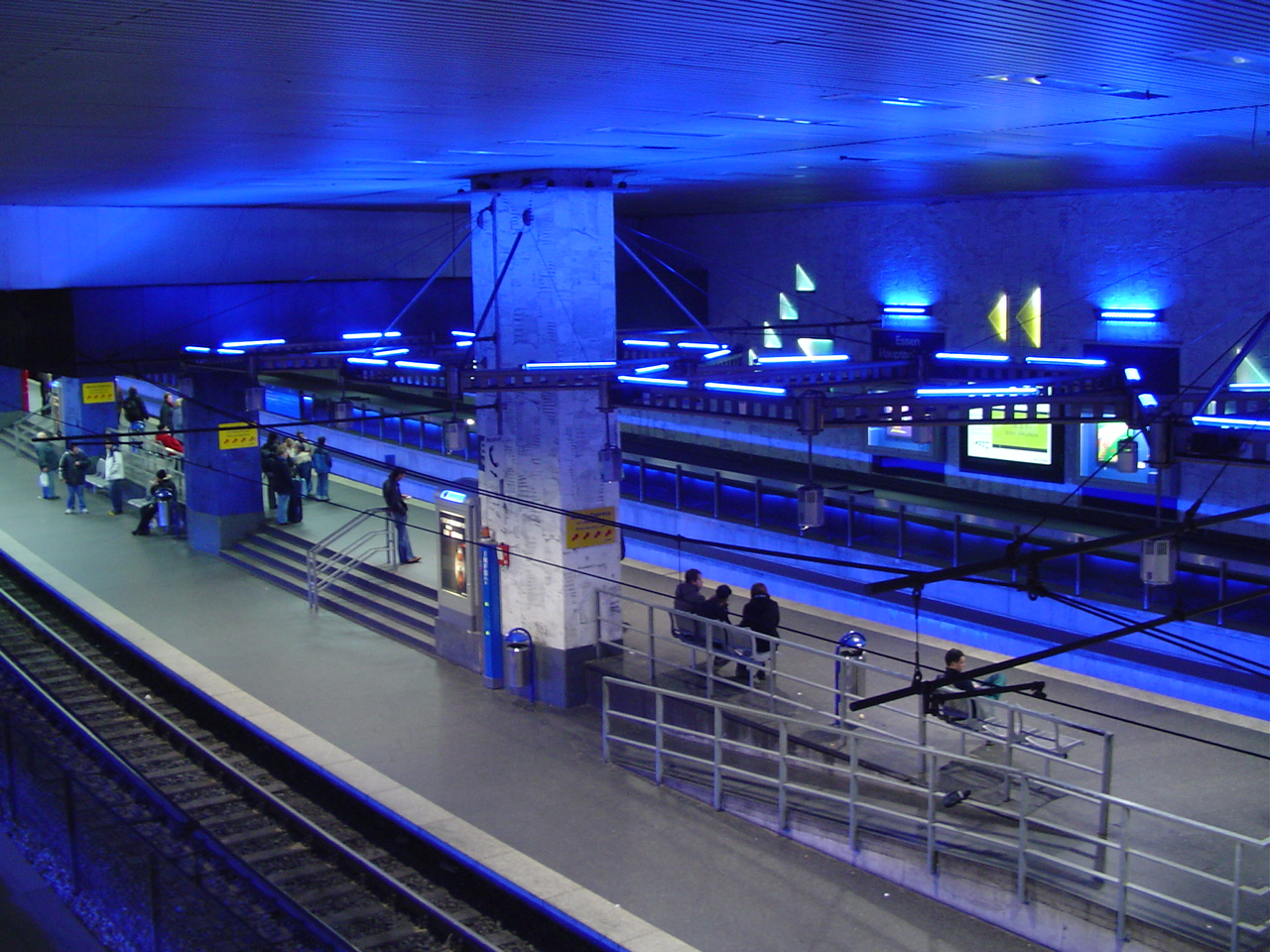
Станция скоростного трамвая Essen Hauptbahnhof

В ходе реконструкции вокзал получил 5700 м² площадей для розничной торговли, был расширен главный проход, с южной стороны были пристроены 2 стеклянных павильона, в которых были размещены туристический центр и отдел обслуживания абонентов Эссенского транспортного объединения (EVAG), на крыше которых располагались солнечные батареи, способные вырабатывать до 23.300 кватт-часов электроэнергии в год. Стеклянная ротонда кафе была снесена, а вместо неё был построен прямоугольный павильон, в котором расположились рестораны быстрого питания.

Официальное открытие происходило 16 января 2010 года в присутствии федерального министра путей сообщения Петера Рамзауера, премьер-министра Северного Рейна-Вестфалии Юргена Рюттгерса и президента «Deutsche Bahn AG» Рюдигера Грубэ.

## Движение поездов по станции Эссен

### ICиICE
| Линия  | Маршрут |
| ------ | --- |
| THA    | Париж (Северный вокзал) — Брюссель — Льеж — Ахен — Кёльн — Дюссельдорф — Дуйсбург — Эссен                                                                                               |
| ICE 10 | Берлин (Восточный вокзал) — Ганновер — Билефельд — Хамм — Дортмунд — Бохум — Эссен — Дуйсбург — Аэропорт (Дюссельдорф) — Дюссельдорф — Кёльн–Мессе/Дойц — Кёльн — Аэропорт «Кёльн-Бонн» |
| IC 30  | Вестерланд — Гамбург — Мюнстер — Дортмунд — Бохум — Эссен — Дуйсбург — Дюссельдорф — Кёльн — Кобленц — Мангейм — Штутгарт — Фрайбург                                                    |
| IC 32  | Берлин — Ганновер — Билефельд — Дортмунд — Бохум — Эссен — Мюльхайм-ан-дер-Рур — Дуйсбург — Дюссельдорф — Кёльн — Кобленц — Мангейм — Штутгарт — Мюнхен                                 |
| ICE 41 | Хамм — Дортмунд — Бохум — Эссен — Дуйсбург — Дюссельдорф — Кёльн-Мессе/Дойц — Кёльн — Франкфурт-на-Майне — Вюрцбург — Нюрнберг — Мюнхен                                                 |
| ICE 42 | Дортмунд — Бохум — Эссен — Дуйсбург — Дюссельдорф — Кёльн — Франкфурт-на-Майне — Мангейм — Штутгарт — Мюнхен                                                                            |
| ICE 80 | Париж (Северный вокзал) — Брюссель — Льеж — Ахен — Кёльн — Дюссельдорф — Дуйсбург — Эссен                                                                                               |
| IC 51  | Бинц — Берлин — Галле — Эрфурт — Кассель — Дортмунд — Эссен — Дуйсбург — Аэропорт (Дюссельдорф) — Дюссельдорф — Кёльн                                                                   |
| IC 55  | Лейпциг — Магдебург — Ганновер — Билефельд — Дортмунд — Бохум — Эссен — Мюльхайм-ан-дер-Рур — Дуйсбург — Дюссельдорф — Кёльн                                                            |

### RE,RBиS-Bahn
| Линия | Название              | Маршрут |
| ----- | --------------------- | --- |
| RE 1  | NRW-Express           | Падерборн — Зост — Хамм — Дортмунд — Бохум — Эссен — Мюльхайм-ан-дер-Рур — Дуйсбург — Аэропорт (Дюссельдорф) — Дюссельдорф — Кёльн–Мессе/Дойц — Кёльн — Ахен |
| RE 2  | Rhein-Haard-Express   | Мюнстер — Реклингхаузен — Ванне-Айкель — Гельзенкирхен — Эссен — Мюльхайм-ан-дер-Рур — Дуйсбург — Аэропорт (Дюссельдорф) — Дюссельдорф                       |
| RE 6  | Westfalen-Express     | Минден — Билефельд — Хамм — Дортмунд — Бохум — Эссен — Мюльхайм-ан-дер-Рур — Дуйсбург — Аэропорт (Дюссельдорф) — Дюссельдорф                                 |
| RE 11 | Rhein-Hellweg-Express | Хамм — Дортмунд — Бохум — Эссен — Мюльхайм-ан-дер-Рур — Дуйсбург — Крефельд — Мёнхенгладбах                                                                  |
| RE 14 | Der Borkener          | Боркен — Дорстен — Ботроп — Эссен |
| RE 16 | Ruhr-Sieg-Express     | Эссен — Бохум — Виттен — Хаген — Зиген/ Изерлон |
| RB 40 | Ruhr-Lenne-Bahn       | Эссен — Бохум — Виттен — Хаген |
| RB 42 | Haard-Bahn            | Мюнстер — Реклингхаузен — Ванне-Айкель — Гельзенкирхен — Эссен                                                                                               |
| S1    | S-Bahn Rhein-Ruhr     | Дортмунд — Бохум — Эссен — Мюльхайм-ан-дер-Рур — Дуйсбург — Аэропорт (Дюссельдорф) — Дюссельдорф — Хильден — Золинген                                        |
| S3    | S-Bahn Rhein-Ruhr     | Оберхаузен — Мюльхайм-ан-дер-Рур — Эссен — Хаттинген |
| S6    | S-Bahn Rhein-Ruhr     | Эссен — Ратинген — Дюссельдорф — Лангенфельд — Кёльн-Мессе/Дойц — Кёльн                                                                                      |
| S9    | S-Bahn Rhein-Ruhr     | Хальтерн-ам-Зе — Ботроп — Эссен — Фельберт — Вупперталь |